# Cacostatia
Cacostatia is een geslacht van vlinders van de familie spinneruilen (Erebidae), uit de onderfamilie Arctiinae.

## Soorten
- C. acutipennis Rothschild, 1912
- C. buckwaldi Rothschild, 1912
- C. discalis Walker, 1856
- C. flaviventralis Dognin, 1909
- C. germana Rothschild, 1912
- C. ossa Druce, 1893
- C. saphira Staudinger, 1875